# Bartlesville
Bartlesville – miasto w Stanach Zjednoczonych, w stanie Oklahoma, ok. 18 km na południe od granicy ze stanem Kansas, ok. 76 km na północ od Tulsa. Według danych z 2010 miasto liczyło 35 750 mieszkańców.
Miasto stanowi ośrodek kulturalny (muzea, festiwal), turystyczny (Price Tower zbudowany według projektu Franka L. Wright`a) oraz naukowy (Oklahoma Wesleyan University).

## Historia
W latach 1908–1920 w Bartlesville kursowały tramwaje. W mieście działała firma naftowa Phillips Petroleum. W 1919 urodził się tu aktor Patrick Cranshaw, a w 1964 koszykarz Mark Price.